# 格特·多比克
格特·多比克（1985年6月10日—），愛沙尼亞籃球運動員，現在效力於VTB籃球聯賽球隊Tartu Ülikool/Rock。他也代表愛沙尼亞國家籃球隊參賽。